# Turčianky
Turčianky (hongrois : Turcsány) est un village de Slovaquie situé dans la région de Trenčín.

## Histoire
La première mention écrite du village date de 1293.

## Démographie

### Évolution de la population
| Année:               | 1994. | 2004.    | 2014.   | 2024.    |
| -------------------- | ----- | -------- | ------- | -------- |
| Nombre de personnes: | 138   | 156      | 150     | 134      |
| Différence:          |       | +13,04 % | -3,84 % | -10,66 % |

| Année:               | 2023. | 2024.   |
| -------------------- | ----- | ------- |
| Nombre de personnes: | 135   | 134     |
| Différence:          |       | -0,74 % |